# Nihoreni
Nihoreni è un comune della Moldavia situato nel distretto di Rîșcani di 3.272 abitanti al censimento del 2004